# Ож (Крёз)
Ож (фр. Auge) — коммуна во Франции, находится в регионе Лимузен. Департамент коммуны — Крёз. Входит в состав кантона Шамбон-сюр-Вуэз. Округ коммуны — Обюссон.
Код INSEE коммуны — 23009.

## Население
Население коммуны на 2010 год составляло 104 человека.
| 1962 | 1968 | 1975 | 1982 | 1990 | 1999 | 2010 |
| ---- | ---- | ---- | ---- | ---- | ---- | ---- |
| 232  | 205  | 149  | 131  | 124  | 109  | 104  |

## Экономика
В 2010 году среди 58 человек трудоспособного возраста (15—64 лет) 36 были экономически активными, 22 — неактивными (показатель активности — 62,1 %, в 1999 году было 72,4 %). Из 36 активных жителей работали 31 человек (17 мужчин и 14 женщин), безработных было 5 (2 мужчин и 3 женщины). Среди 22 неактивных 5 человек были учениками или студентами, 12 — пенсионерами, 5 были неактивными по другим причинам.